# Campionati europei di badminton 1992
I Campionati europei di badminton 1992 si sono svolti a Glasgow, in Gran Bretagna. È stata la 13ª edizione del torneo organizzato dalla Badminton Europe.

## Podi
| Evento              | Oro                                   | Argento                                     | Bronzo                                 |
| Singolare maschile  | Poul-Erik Høyer Larsen                | Thomas Stuer Lauridsen                      | Peter Espersen                         |
| Singolare maschile  | Poul-Erik Høyer Larsen                | Thomas Stuer Lauridsen                      | Anders Nielsen                         |
| Singolare femminile | Pernille Nedergaard                   | Camilla Martin                              | Lim Xiaoqing                           |
| Singolare femminile | Pernille Nedergaard                   | Camilla Martin                              | Elena Ribkina                          |
| Doppio maschile     | Jon Holst Christensen and Thomas Lund | Jan Paulsen and Henrik Svarrer              | Pär-Gunnar Jonsson and Peter Axelsson  |
| Doppio maschile     | Jon Holst Christensen and Thomas Lund | Jan Paulsen and Henrik Svarrer              | Stephan Kuhl and Stefan Frey           |
| Doppio femminile    | Lim Xiaoqing and Christine Magnusson  | Marlene Thomsen and Lisbeth Stuer-Lauridsen | Sara Sankey and Gillian Gowers         |
| Doppio femminile    | Lim Xiaoqing and Christine Magnusson  | Marlene Thomsen and Lisbeth Stuer-Lauridsen | Maria Bengtsson and Catrine Bengtsson  |
| Doppio misto        | Thomas Lund and Pernille Dupont       | Jon Holst Christensen and Grete Mogensen    | Ron Michels and Sonja Mellink          |
| Doppio misto        | Thomas Lund and Pernille Dupont       | Jon Holst Christensen and Grete Mogensen    | Pär-Gunnar Jonsson and Maria Bengtsson |
| Gara a Squadre      | Svezia                                | Danimarca                                   | Inghilterra                            |

## Medagliere
| Posiz. | Nazione                           | Oro | Argento | Bronzo | Totale |
| ------ | --------------------------------- | --- | ------- | ------ | ------ |
| 1      | Danimarca                         | 4   | 6       | 1      | 11     |
| 2      | Svezia                            | 2   | 0       | 4      | 6      |
| 3      | Inghilterra                       | 0   | 0       | 3      | 3      |
| 4      | Germania                          | 0   | 0       | 1      | 1      |
| 4      | Paesi Bassi                       | 0   | 0       | 1      | 1      |
| 4      | Comunità degli Stati Indipendenti | 0   | 0       | 1      | 1      |
| Totale | Totale                            | 6   | 6       | 11     | 23     |